# Gravatá
Gravatá este un oraș în Pernambuco (PE), Brazilia.